# Bíró Imre (labdarúgó, 1967)
Bíró Imre (1967. március 12. –) labdarúgó, kapus, edző.

## Pályafutása
Az MTK-VM csapatában nevelkedett. 1988 és 1995 között a Siófoki Bányász labdarúgója volt. Az élvonalban 1989. március 29-én mutatkozott be a Dunaújvárosi Kohász ellen, ahol csapata 3–2-es győzelmet aratott. Az 1994–95-ös idényben a másodosztályban szerepelt a csapattal. 1995 és 1997 között ismét az élvonalban védett, a Csepel együttesében. 1997 és 1999 között az NB II-es Dunakeszi VSE kapusa volt. Az 1999–2000-es idényben visszatért Siófokra. A következő idényben az Újpest játékosa volt. Az élvonalban összesen 243 alkalommal szerepelt.